# 中山信徴

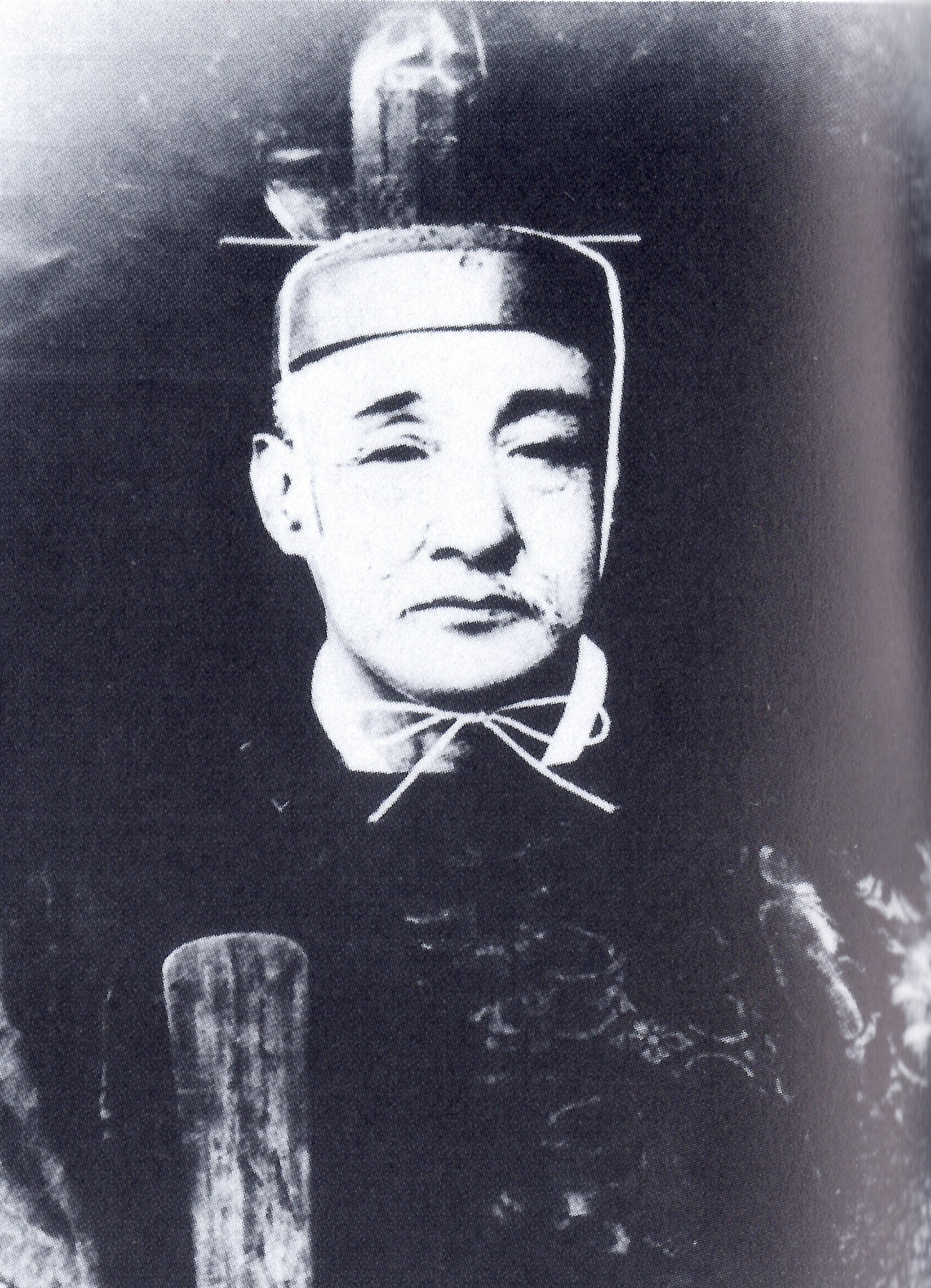
中山信徴

中山 信徴（なかやま のぶあき、弘化3年4月10日（1846年5月5日） - 大正6年（1917年）1月29日）は、常陸松岡藩の初代藩主（幕藩体制下では藩主として認められず、第14代当主）。常陸水戸藩附家老・中山家14代。
第12代当主・中山信守の四男。正室は挙母藩主・内藤政成の四女・鶴子。子は信実（長男）、信矼（次男）、信輝（三男）、青木信光（四男）、信之（五男）、信篤（六男）、娘（久留島通簡正室）、娘（久留島通簡継室）、時子（春田源之亟）、娘（大川某養女）、娘（対木某室）、娘（辰沢某室）、久（松平直平正室）、娘（辰沢某室）、娘（大川某養女）、娘（仲子、大舘某養女のち高橋某室）。官位は従五位下、備中守、備後守。

## 経歴
弘化3年（1846年）4月10日、江戸で生まれる。幼名は弓次郎。文久元年（1861年）1月3日に18歳で早世した兄・信宝の跡を受け、16歳で家督を継いで当主となり、附家老として混乱した水戸藩政を支えた。同年12月16日、従五位下・備中守に叙任される。その後、年月日不詳にて、備後守に遷任する。さらに備中守に還任する。
文久3年（1862年）1月6日、幕府に上洛を命じられた主君の徳川慶篤に供を命じられ、2月16日に慶篤とともに信徴も江戸を出発した。途上、尾張国の宮駅で老中の板倉勝静と水野忠精から、前年8月の生麦事件について損害賠償を要求してきたイギリス軍艦が神奈川へ入港したことを受けて、江戸防衛のため江戸帰府を命じられた。しかし、すでに京の近くであったため、御連枝の松平頼縄と松平頼徳らを江戸に戻しただけで、慶篤と信徴は3月5日に入京した。上洛した慶篤は22日に、上洛中の将軍に代わって関東の守備を命じられ、慶篤と信徴は4月11日に江戸に戻った。水戸藩が諸生党に制せられ天狗党が一掃され、さらに鎮派も弾圧の対象となった頃、朝廷は慶応2年6月13日に信徴の上洛を命じた。諸生党の妨害を受けたものの、7月15日には江戸を出発して末日に京都本圀寺に到着した。8月1日に二条斉敬の下問を受けて藩政の沈静化を諭され、5日に大阪で老中稲葉正邦と面会したが京都での待機となった。15日に京都所司代に呼び出され、老中板倉勝静より諸生派の処罰を命じる朝廷の命令を受領した。信徴は、前回の事例から幕府の武力がなければ処罰はできないと答えたが、長州征討中のため派兵はできないながら幕府の名のもとに藩政改革に尽くすことになった。信徴は20日に京都を出発、9月6日に江戸着、江戸で幕閣と調整を続けたが、国元の諸生党は幕命や藩命を不服として従うことがなかった。
慶応4年（1868年）1月24日、新政府の特旨によって常陸松岡藩が立藩し、その初代藩主として独立大名となった。翌年6月22日には版籍奉還により藩知事となり、明治4年（1871年）の廃藩置県で免官となった。
維新後は、日光東照宮の宮司、氷川神社大宮司などを務めた。明治17年（1884年）7月8日、長男の信実は男爵を授爵された。大正6年（1917年）1月29日、72歳で死去した。

## 系譜
父母
- 中山信守（実父）
- 小熊氏 - 側室（実母）
- 中山信宝（養父）

正室
- 内藤鶴子 - 内藤政成の四女

側室
- 萩原氏
- 小山氏

子女
- 中山信実（長男） 生母は鶴子
- 中山信矼（次男） 生母は鶴子
- 中山信輝（三男） 生母は鶴子
- 青木信光（四男） 生母は小山氏
- 中山信之（五男） 生母は萩原氏
- 中山信篤（六男） 生母は萩原氏
- 歌子 - 久留島通簡正室、生母は萩原氏
- 鈊子 - 久留島通簡継室、生母は萩原氏
- 時子 - 春田源之亟室、生母は小山氏
- 浜 - 大川某の養女、生母は萩原氏
- 弓子 - 対木延次郎前妻、生母は鶴子
- 元子 - 辰沢某正室、生母は小山氏
- 久 - 松平直平正室、生母は萩原氏
- 縫子 - 辰沢某継室、生母は小山氏
- 公 - 大川米吉室、大川錠吉の養女、生母は小山氏
- 仲子 - 高橋某室、大舘新太郎の養女

## 栄典
- 1915年（大正4年）4月20日 - 御紋付銀杯[2]